# Людвіг (князь Гогенлое-Лангенбурзький)
Людвіг Гогенлое-Лангенбурзький (нім. Ludwig, Fürst zu Hohenlohe-Langenburg), (нар. 20 жовтня 1696 — пом. 16 січня 1765) — представник німецької знаті XVII—XVIII століття, граф (1715—1764), а згодом — князь Гогенлое-Лангенбурзький (1764—1765).

## Життєпис
Людвіг народився 20 жовтня 1696 року у Лангенбурзі. Він був шостою дитиною та третім сином в родині Альбрехта Вольфганга Гогенлое-Лангенбурзького та його дружини Софії Амалії Нассау-Саарбрюкенської. Графством в цей час правив його дід Генріх Фрідріх. За три роки він помер, і правління перейшло до Альбрехта Вольфганга.
1715 року Людвіг успадкував Гогенлое-Лангенбург, оскільки його старші брати пішли з життя ще за життя батька.
У віці 26 років він пошлюбив свою 15-річну кузину Елеонору Нассау-Саарбрюкенську. Весілля відбулося 23 січня 1723 у замку Лоренцен. У подружжя з'явилося тринадцятеро дітей.
7 січня 1764 року отримав від імператора Священної Римської імперії Франца I титул імперського князя.
За рік у Лангенбурзі Людвіг пішов з життя у віці 68 років. Похований там же.

## Родина
Дружина — Елеонора Нассау-Саарбрюкенська
Діти:
- Крістіан Альбрехт (1726—1789) — наступний князь Гогенлое-Лангенбургу, був одружений із Кароліною Штольберг-Гедернською, мав із нею сімох дітей;
- Фрідріх Карл (19 лютого—17 червня 1728) — помер немовлям;
- Софія Генрієтта (1729—1735) — померла в дитячому віці;
- Августа Кароліна (1731—1736) — померла в дитячому віці;
- Луїза Шарлотта (1732—1777) — була одружена із князем Гогенлое-Кірхбергу Крістіаном Фрідріхом, мала із ним двох доньок;
- Елеонора Юліана (1734—1813) — дружина Вольфганга Альбрехта Гогенлое-Інгельфінгенського, мала із ним шістьох дітей;
- Вільгельм Фрідріх (1736—1805);
- Філіп Карл (1738—1753) — помер у віці 15 років;
- Фрідріх Август (1740—1810);
- Людвіг готфрід (1742—1765) — помер у віці 21 року;
- Крістіана Генрієтта (20—26 лютого 1744) — померла невдовзі після народження;
- Кароліна Крістіана (1746—1750) — померла в дитячому віці;
- Фрідріх Ернст (1750—1794) — був одружений з Магдаленою Адріаною ван Харен, мав із нею вісьмох дітей.